# Kenneth Brower

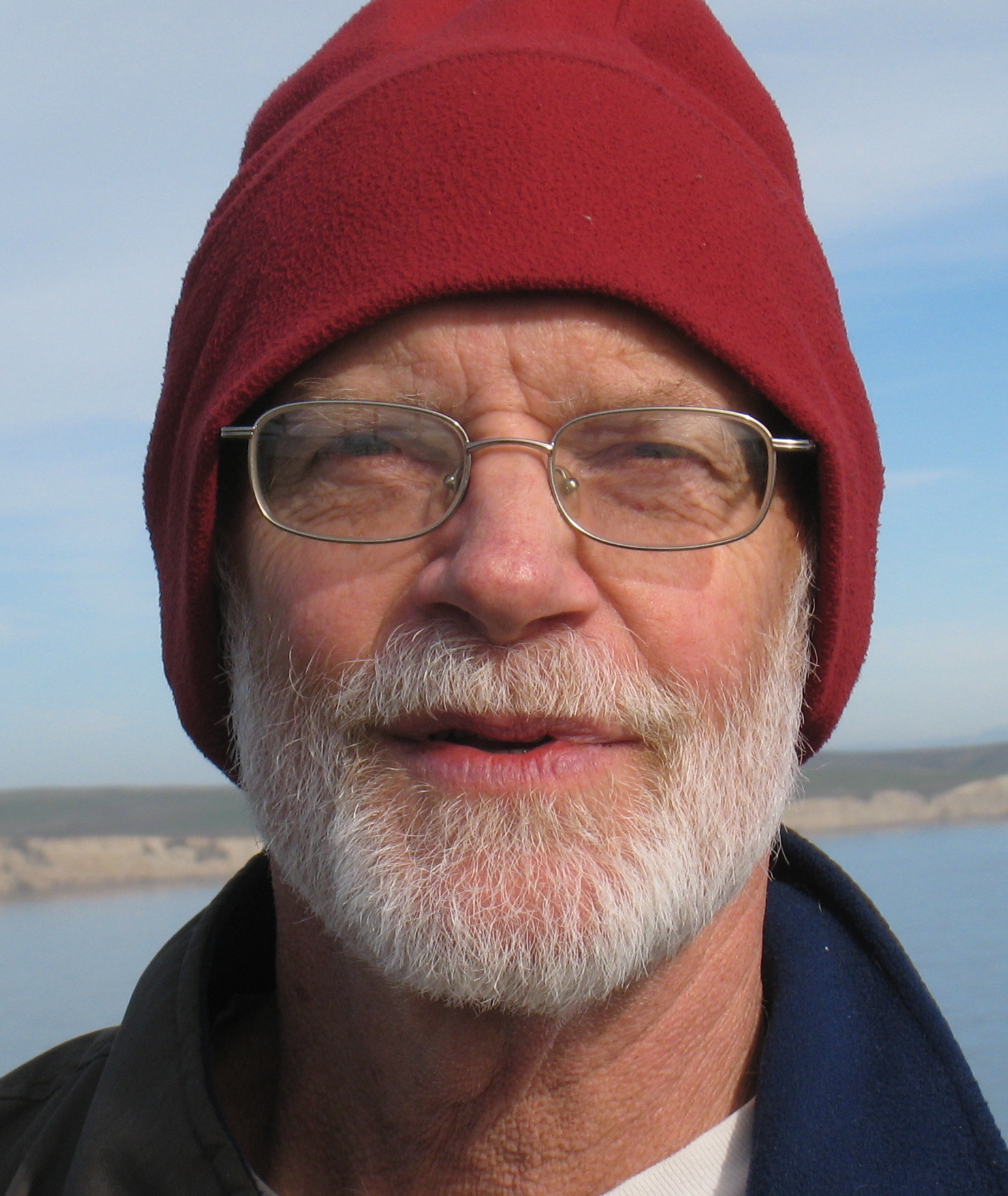
Kenneth Brower w 2012 r.

Kenneth Brower – amerykański pisarz specjalizujący się w tekstach o problemach środowiskowych i historii naturalnej. Autor kilku książek i licznych artykułów w czasopismach takich jak "National Geographic".
Jako pisarz, debiutował w wieku lat 14, opowiadaniem.
Jego książka The Starship and the Canoe (1978) o fizyku Freemanie Dysonie została wydana w Polsce (Kosmolot i czółno, Czytelnik, 1983); zrecenzował ją T. Zbigniew Dworak dla „Fantastyki”.
Syn aktywisty środowiskowego, Davida Browera.